# Barmosen (Sydsjælland)
Barmosen er en klassisk lokalitet fra Maglemosekulturen. Fra de danske moser er igennem tiderne fremkommet mange fund og bopladser fra især Maglemosekulturen. I Barmosen på Sydsjælland findes helt specielt en række bopladser fra ældre Maglemosekultur, og blandt disse kan især fremhæves bopladsen som også hedder Barmosen.
Bopladsen udmærker sig ved at være den ældste C-14 daterede boplads fra Maglemosekulturen. På pladsen er fundet spor efter en hyttetomt, Danmarks ældste.
Genstandsfundene består først og fremmest af flintredskaber. Blandt disse kan fremhæves en helt speciel type skiveøkse, som er karakteristisk for perioden. Af mere spektakulære fund var to stykker tyggegummi af beg. Man kan ud fra tandmærker se, at det var et barn som havde tygget i det ene stykke.